# Odre
Der Odre, auch nur Pellexo, war als Gebinde ein Stückmaß auf Mallorca.
- 1 Odre = 12 Cortanes

Das hier zum Gebinde genommene Cortane als Volumen- und Flüssigkeitsmaß für Öl hatte zwischen 3,7 und 4,043 Liter. Damit hatte das Gebinde mit 12 Einheiten des Odre in der Regel bis etwa 48,5 Liter, konnte aber als Gebindegröße abweichen durch eine mehr oder weniger große Anzahl von Cortanes. Das Maß Odre war nicht festgelegt.